# Marianne Schuller
Marianne Schuller (* 12. April 1942; † 4. August 2023) war eine deutsche Literaturwissenschaftlerin.

## Leben
Nach einem Studium der Medizin, der Literatur, Philosophie und Kunstgeschichte an der Ruprecht-Karls-Universität Heidelberg und der Freien Universität Berlin wurde Marianne Schuller 1984 in München zum Thema Romanschlüsse in der Romantik. Zum frühromantischen Problem von Universalität und Fragment promoviert. An der Ruhr-Universität Bochum forschte sie als Assistentin, bevor sie einen Ruf als Literaturwissenschaftlerin an die Philipps-Universität Marburg (1978–1981) und anschließend einen Ruf an die Universität Hamburg erhielt, wo sie von 1984 bis 2007 lehrte.
Schuller arbeitete in den 1980er und 1990er Jahren als Dramaturgin am Deutschen Schauspielhaus in Hamburg und am Theater am Goetheplatz in Bremen sowie als Gastdramaturgin an der Freien Volksbühne Berlin.
Marianne Schuller hatte vielfach Gastprofessuren inne: Indiana State University, Bloomington, Indiana (1999), University of Virginia (2001), Vanderbilt University in Nashville, Tennessee, USA (2005), HafenCity Universität Hamburg (2006–2008) und seit 2011 an der Leuphana Universität Lüneburg.
Die Forschungsschwerpunkte von Marianne Schuller waren die Literatur vom 18. bis zum 20. Jahrhundert, Wissensgeschichte, Psychoanalyse, die Zusammenhänge von Literatur und Theater sowie die Geschlechterforschung.
Marianne Schuller starb Anfang August 2023 im Alter von 81 Jahren.

## Werke (Auswahl)

### Monografien
- Gender revisited. Subjekt- und Politikbegriffe in Kultur und Medien. J.B. Metzler, Stuttgart 2002.
- Moderne. Verluste. Literarischer Prozess und Wissen. Stroemfeld, Basel/Frankfurt am Main 1997, ISBN 3-86109-129-1.
- Im Unterschied. Lesen/Korrespondieren/Adressieren. Neue Kritik, Frankfurt am Main 1990, ISBN 3-8015-0239-2.
- Romanschlüsse in der Romantik. Zum frühromantischen Problem von Universalität und Fragment. Wilhelm Fink, München 1985.

### Herausgeberschaften
- Kafka. Organisation, Recht und Schrift. Zusammen mit Günther Ortmann. Velbrück Wissenschaft, Weilerswist-Metternich 2019.
- Fleck, Glanz, Finsternis. Zur Poetik der Oberfläche bei Adalbert Stifter. Zusammen mit Thomas Gann. Wilhelm Fink, München 2017.
- "Ortlose Moral." Identität und Normen in einer sich wandelnden Welt. Zürcher Gespräche. Zusammen mit Günther Ortmann, Hugo Schmale. Wilhelm Fink, München 2011.
- Lehren bildet? Vom Rätsel unserer Lehranstalten. Zusammen mit Karl-Josef Pazzini. transcript, Bielefeld 2010.
- Wissen/Nichtwissen. Zusammen mit Hugo Schmale und Gunter Ortmann. Wilhelm Fink, München 2009.
- Wahn – Wissen – Institution II: Zum Problem einer Grenzziehung. Zusammen mit Karl-Josef Pazzini. transcript, Bielefeld 2007.
- Wahn – Wissen – Institution. Undiszipliniertere Näherungen. Zusammen mit Karl-Josef Pazzini, unter Mitarbeit von Jeannie Moser. transcript, Bielefeld 2005.
- Kleist lesen. Zusammen mit Nikolaus Müller-Schöll. transcript, Bielefeld 2003.
- Mikrologien. Philosophische und literarische Figuren des Kleinen. Zusammen mit Gunnar Schmidt. transcript, Bielefeld 2003, ISBN 3-89942-168-X.
- Singularitäten: Literatur – Wissenschaft – Verantwortung. Zusammen mit Elisabeth Strowick. Rombach, Freiburg  2001.